# (61404) Očenášek
(61404) Očenášek, désignation internationale (61404) Ocenasek, est un astéroïde de la ceinture principale.

## Description
(61404) Ocenasek est un astéroïde de la ceinture principale. Il fut découvert le 26 août 2000 à l'Observatoire d'Ondřejov par Petr Pravec et Peter Kušnirák. Il présente une orbite caractérisée par un demi-grand axe de 2,72 UA, une excentricité de 0,24 et une inclinaison de 6,6° par rapport à l'écliptique.

## Compléments